# La fattoria (quarta edizione)
La quarta edizione del reality show La fattoria è andata in onda per 7 puntate dall'8 marzo al 19 aprile 2009 ogni domenica in prima serata su Canale 5 con la conduzione di Paola Perego (che ha sostituito Barbara D'Urso), affiancata dagli opinionisti Sonia Bruganelli, Raffaello Tonon e Anna Pettinelli e con la partecipazione dell'inviata Mara Venier. È durata 43 giorni, ha avuto 16 concorrenti e si è tenuta in Paraty (Brasile).
I concorrenti del reality sono divisi in "contadini" e in un gruppo più ristretto che forma "la casta". La casta gioca un ruolo molto importante: essi infatti decidono a chi assegnare le mansioni giornaliere, verificano se sono state eseguite bene e, cosa molto importante, decidono uno dei due concorrenti che deve andare in nomination.
L'edizione è stata seguita da una media di 4.053.416 spettatori con il 19,95% di share. A causa del calo di ascolti e delle pesanti critiche ricevute (la maggior parte delle quali dovute alla presenza di Fabrizio Corona), il programma è stato cancellato dai palinsesti di Canale 5.
La sigla e jingle del programma è il brano Funky Bahia di Sérgio Mendes.
L'edizione si è conclusa con la vittoria di Marco Baldini, che si è aggiudicato il montepremi di 200000 €.

## I contadini
L'età dei concorrenti si riferisce al momento dell'arrivo nella fattoria.
| Concorrente          | Età     | Professione                                              | Nazionalità | Stato                |
| -------------------- | ------- | -------------------------------------------------------- | ----------- | -------------------- |
| Marco Baldini        | 49 anni | Conduttore radiofonico                                   | Italia      | Vincitore            |
| Morena Funari        | 41 anni | Vedova di Gianfranco Funari                              | Italia      | Seconda classificata |
| Milo Coretti         | 31 anni | Personaggio TV, vincitore GF7                            | Italia      | Terzo classificato   |
| Guillaume Goufan     | 38 anni | Modello                                                  | Francia     | Quarto classificato  |
| Ciro Petrone         | 21 anni | Attore                                                   | Italia      | Quinto classificato  |
| Lory Del Santo       | 50 anni | Ex showgirl, attrice, vincitrice de L'isola dei famosi 3 | Italia      | Eliminata            |
| Barbara Guerra       | 30 anni | Modella, ex valletta de La Domenica Sportiva             | Italia      | Eliminata            |
| Marianne Puglia      | 24 anni | Modella                                                  | Venezuela   | Eliminata            |
| Linda Batista        | 36 anni | Ex modella, attrice                                      | Brasile     | Eliminata            |
| Rocco Pietrantonio   | 26 anni | Modello                                                  | Italia      | Eliminato            |
| Riccardo Sardonè     | 31 anni | Ex modello, attore                                       | Italia      | Eliminato            |
| Carla Velli          | 27 anni | Modella, ex tronista di Uomini e donne                   | Italia      | Eliminata            |
| Fabrizio Corona      | 34 anni | Personaggio televisivo                                   | Italia      | Eliminato            |
| Giovanna Rei         | 33 anni | Attrice                                                  | Italia      | Eliminata            |
| Marina Ripa di Meana | 67 anni | Personaggio televisivo                                   | Italia      | Ritirata             |
| Daniela Martani      | 35 anni | Ex concorrente GF9                                       | Italia      | Eliminata            |

## DopoLa fattoria
- Marco Baldini condurrà Vieni avanti Kiss Kiss su Radio Kiss Kiss con Milo Coretti.
- Ciro Petrone sarà protagonista di Gomorra Live Show, Prigioniero di un segreto e Un camorrista per bene.
- Marianne Puglia partecipa in qualità di modella d'eccezione a Sfilata d'amore e moda su Rete 4.
- Fabrizio Corona interpreta un "boss" nella fiction Squadra antimafia e diventa direttore del noto settimanale Star+Tv.
- Lory Del Santo è stata ospite in vari programmi televisivi, spesso col fidanzato Rocco.
- Barbara Guerra ha affiancato Mino Taveri nella rubrica settimanale dedicata all'Europa League su Rete 4 e si scopre essere una delle più assidue frequentatrici dei bunga bunga organizzati per Silvio Berlusconi.
- Carla Velli dopo vari servizi fotografici ha deciso di abbandonare il mondo dello spettacolo.
- Daniela Martani è stata una dei protagonisti del programma comico di Rai 2 Check-In.
- Rocco Pietrantonio partecipa ad un altro reality show, Uman - Take Control!, su Italia 1 nel 2011.

## Tabella delle nomination e dello svolgimento del programma
All'interno di ciascuna cella, corrispondente alla riga del singolo concorrente, è segnata la nomination espressa in quella determinata puntata. Lo sfondo della cella è colorato secondo la seguente legenda:
- Concorrente non nominabile in quanto componente della casta
- Concorrente in nomination

| Componenti della casta | -                   | Linda, Marco, Marina             | Fabrizio, Linda, Ciro            | Fabrizio, Linda, Ciro            | Milo, Lory, Barbara                                                                       | Lory, Marianne                             | Milo, Morena                              | Guillame                                   |                                       |                                   |                                   |                                   |                                   |                                   |                                   |                                   |
|                        |                     |                                  |                                  |                                  |                                                                                           |                                            |                                           |                                            |                                       |                                   |                                   |                                   |                                   |                                   |                                   |                                   |
| Marco Baldini          | -                   | Barbara                          | Morena                           | Marco                            | Marianne                                                                                  | Linda                                      | Guillame                                  | Ciro                                       | Vincitore (7ª Puntata- Giorno 43)     |                                   |                                   |                                   |                                   |                                   |                                   |                                   |
| Morena Funari          | -                   | Barbara                          | Marco                            | Barbara                          | Ciro                                                                                      | Linda                                      | Lory                                      | Ciro                                       | Secondo posto (7ª Puntata- Giorno 43) |                                   |                                   |                                   |                                   |                                   |                                   |                                   |
| Milo Coretti           | Non in gara         | Non in gara                      | Non in gara                      | -                                | Ciro                                                                                      | Ciro                                       | Lory                                      | Ciro                                       | Terzo posto (7ª Puntata- Giorno 43)   |                                   |                                   |                                   |                                   |                                   |                                   |                                   |
| Guillame Goufan        | Non in gara         | Non in gara                      | Non in gara                      | Non in gara                      | Non in gara                                                                               | -                                          | Ciro                                      | Morena                                     | Eliminato (7ª Puntata- Giorno 43)     |                                   |                                   |                                   |                                   |                                   |                                   |                                   |
| Ciro Petrone           | -                   | Carla                            | Morena                           | Marco                            | Carla                                                                                     | Milo                                       | Barbara                                   | Milo                                       | Eliminato (7ª Puntata- Giorno 43)     |                                   |                                   |                                   |                                   |                                   |                                   |                                   |
| Lory Del Santo         | Non in gara         | Non in gara                      | Non in gara                      | -                                | Morena                                                                                    | Barbara                                    | Barbara                                   | Eliminata (6ª Puntata- Giorno 39)          | Eliminata (6ª Puntata- Giorno 39)     | Eliminata (6ª Puntata- Giorno 39) | Eliminata (6ª Puntata- Giorno 39) | Eliminata (6ª Puntata- Giorno 39) | Eliminata (6ª Puntata- Giorno 39) | Eliminata (6ª Puntata- Giorno 39) | Eliminata (6ª Puntata- Giorno 39) | Eliminata (6ª Puntata- Giorno 39) |
| Barbara Guerra         | -                   | Morena                           | Marianne                         | Rocco                            | Morena                                                                                    | Ciro                                       | Ciro                                      | Eliminata (6ª Puntata- Giorno 39)          | Eliminata (6ª Puntata- Giorno 39)     | Eliminata (6ª Puntata- Giorno 39) | Eliminata (6ª Puntata- Giorno 39) | Eliminata (6ª Puntata- Giorno 39) | Eliminata (6ª Puntata- Giorno 39) | Eliminata (6ª Puntata- Giorno 39) | Eliminata (6ª Puntata- Giorno 39) | Eliminata (6ª Puntata- Giorno 39) |
| Marianne Puglia        | -                   | Morena                           | Riccardo                         | Riccardo                         | Riccardo                                                                                  | Barbara                                    | Eliminata (5ª Puntata- Giorno 29)         | Eliminata (5ª Puntata- Giorno 29)          | Eliminata (5ª Puntata- Giorno 29)     | Eliminata (5ª Puntata- Giorno 29) | Eliminata (5ª Puntata- Giorno 29) | Eliminata (5ª Puntata- Giorno 29) | Eliminata (5ª Puntata- Giorno 29) | Eliminata (5ª Puntata- Giorno 29) | Eliminata (5ª Puntata- Giorno 29) |                                   |
| Linda Batista          | -                   | Giovanna                         | Morena                           | Carla                            | Carla                                                                                     | Morena                                     | Eliminata (5ª Puntata- Giorno 29)         | Eliminata (5ª Puntata- Giorno 29)          | Eliminata (5ª Puntata- Giorno 29)     | Eliminata (5ª Puntata- Giorno 29) | Eliminata (5ª Puntata- Giorno 29) | Eliminata (5ª Puntata- Giorno 29) | Eliminata (5ª Puntata- Giorno 29) | Eliminata (5ª Puntata- Giorno 29) | Eliminata (5ª Puntata- Giorno 29) |                                   |
| Rocco Pietrantonio     | -                   | Carla                            | Carla                            | Carla                            | Carla                                                                                     | Eliminato (4ª Puntata- Giorno 22)          | Eliminato (4ª Puntata- Giorno 22)         | Eliminato (4ª Puntata- Giorno 22)          | Eliminato (4ª Puntata- Giorno 22)     | Eliminato (4ª Puntata- Giorno 22) | Eliminato (4ª Puntata- Giorno 22) | Eliminato (4ª Puntata- Giorno 22) | Eliminato (4ª Puntata- Giorno 22) | Eliminato (4ª Puntata- Giorno 22) |                                   |                                   |
| Riccardo Sardonè       | -                   | Barbara                          | Marianne                         | Carla                            | Carla                                                                                     | Eliminato (4ª Puntata- Giorno 22)          | Eliminato (4ª Puntata- Giorno 22)         | Eliminato (4ª Puntata- Giorno 22)          | Eliminato (4ª Puntata- Giorno 22)     | Eliminato (4ª Puntata- Giorno 22) | Eliminato (4ª Puntata- Giorno 22) | Eliminato (4ª Puntata- Giorno 22) | Eliminato (4ª Puntata- Giorno 22) | Eliminato (4ª Puntata- Giorno 22) |                                   |                                   |
| Carla Velli            | -                   | Rocco                            | Marianne                         | Rocco                            | Rocco                                                                                     | Eliminata (4ª Puntata- Giorno 22)          | Eliminata (4ª Puntata- Giorno 22)         | Eliminata (4ª Puntata- Giorno 22)          | Eliminata (4ª Puntata- Giorno 22)     | Eliminata (4ª Puntata- Giorno 22) | Eliminata (4ª Puntata- Giorno 22) | Eliminata (4ª Puntata- Giorno 22) | Eliminata (4ª Puntata- Giorno 22) | Eliminata (4ª Puntata- Giorno 22) |                                   |                                   |
| Fabrizio Corona        | -                   | Morena                           | Riccardo                         | Morena                           | Eliminato (3ª Puntata- Giorno 15)                                                         | Eliminato (3ª Puntata- Giorno 15)          | Eliminato (3ª Puntata- Giorno 15)         | Eliminato (3ª Puntata- Giorno 15)          | Eliminato (3ª Puntata- Giorno 15)     | Eliminato (3ª Puntata- Giorno 15) | Eliminato (3ª Puntata- Giorno 15) | Eliminato (3ª Puntata- Giorno 15) | Eliminato (3ª Puntata- Giorno 15) |                                   |                                   |                                   |
| Giovanna Rei           | -                   | -                                | Eliminata (2ª Puntata- Giorno 8) | Eliminata (2ª Puntata- Giorno 8) | Eliminata (2ª Puntata- Giorno 8)                                                          | Eliminata (2ª Puntata- Giorno 8)           | Eliminata (2ª Puntata- Giorno 8)          | Eliminata (2ª Puntata- Giorno 8)           | Eliminata (2ª Puntata- Giorno 8)      | Eliminata (2ª Puntata- Giorno 8)  | Eliminata (2ª Puntata- Giorno 8)  |                                   |                                   |                                   |                                   |                                   |
| Marina Ripa di Meana   | -                   | Giovanna                         | Ritirata                         | Ritirata                         | Ritirata                                                                                  | Ritirata                                   | Ritirata                                  | Ritirata                                   | Ritirata                              |                                   |                                   |                                   |                                   |                                   |                                   |                                   |
| Daniela Martani        | -                   | Eliminata (1ª Puntata- Giorno 1) | Eliminata (1ª Puntata- Giorno 1) | Eliminata (1ª Puntata- Giorno 1) | Eliminata (1ª Puntata- Giorno 1)                                                          | Eliminata (1ª Puntata- Giorno 1)           | Eliminata (1ª Puntata- Giorno 1)          | Eliminata (1ª Puntata- Giorno 1)           | Eliminata (1ª Puntata- Giorno 1)      |                                   |                                   |                                   |                                   |                                   |                                   |                                   |
|                        |                     |                                  |                                  |                                  |                                                                                           |                                            |                                           |                                            |                                       |                                   |                                   |                                   |                                   |                                   |                                   |                                   |
| Nominati               | Daniela Giovanna    | Giovanna Barbara                 | Televoto invalidato              | Fabrizio Carla Rocco             | Carla Morena                                                                              | Linda Barbara                              | Ciro Lory Barbara                         | Morena Ciro                                |                                       |                                   |                                   |                                   |                                   |                                   |                                   |                                   |
| Eliminati al televoto  | Daniela Martani 75% | Giovanna Rei 74%                 | -                                | Fabrizio Corona 56%              | Carla Velli 63%                                                                           | Linda Batista 72%                          | Barbara Guerra 61%                        | Ciro Petrone 67%                           |                                       |                                   |                                   |                                   |                                   |                                   |                                   |                                   |
| Altre eliminazioni     | -                   | -                                | -                                | -                                | Riccardo Sardonè Scelta di Marco Baldini Rocco Pietrantonio Sfida interna contro Guillame | Marianne Puglia Nomination dei concorrenti | Lory Del Santo Nomination dei concorrenti | Guillame Goufan Nomination dei concorrenti |                                       |                                   |                                   |                                   |                                   |                                   |                                   |                                   |

## Ascolti
In questa tabella sono indicati i risultati in termini di ascolto della puntata andata in onda ogni domenica in prima serata su Canale 5.
| Puntata    | Messa in onda  | Telespettatori | Share  |
| ---------- | -------------- | -------------- | ------ |
| 1          | 8 marzo 2009   | 4 040 000      | 21,55% |
| 2          | 15 marzo 2009  | 4 396 000      | 20,68% |
| 3          | 22 marzo 2009  | 3 969 000      | 19,55% |
| 4          | 29 marzo 2009  | 4 448 000      | 19,95% |
| 5          | 5 aprile 2009  | 3 811 000      | 17,78% |
| Semifinale | 15 aprile 2009 | 3 946 000      | 19,15% |
| Finale     | 19 aprile 2009 | 3 849 000      | 20,81% |
| Media      | Media          | 4 065 000      | 19,92% |